# Szigetvár
Szigetvár (în germană Inselburg, în croată Siget, în turcă Zigetvar) este un oraș în districtul Szigetvár, județul Baranya, Ungaria, având o populație de 10.845 de locuitori (2011). 

## Demografie
Componența etnică a orașului Szigetvár
     Maghiari (93,55%)
     Romi (2,51%)
     Germani (1,84%)
     Croați (1,05%)
     Necunoscut (0,61%)
     Alții (0,44%)
Componența confesională a orașului Szigetvár
     Romano-catolici (43,53%)
     Fără religie (15,43%)
     Reformați (8,94%)
     Atei (1,04%)
     Necunoscută (30,58%)
     Alte religii (1,98%)
Conform recensământului din 2011, orașul Szigetvár avea 10.845 de locuitori. Din punct de vedere etnic, majoritatea locuitorilor (93,55%) erau maghiari, existând și minorități de romi (2,51%) și germani (1,84%). Apartenența etnică nu este cunoscută în cazul a 0,61% din locuitori. Nu există o religie majoritară, locuitorii fiind romano-catolici (43,53%), persoane fără religie (15,43%), reformați (8,94%) și atei (1,04%). Pentru 30,58% din locuitori nu este cunoscută apartenența confesională.